# Faloodeh

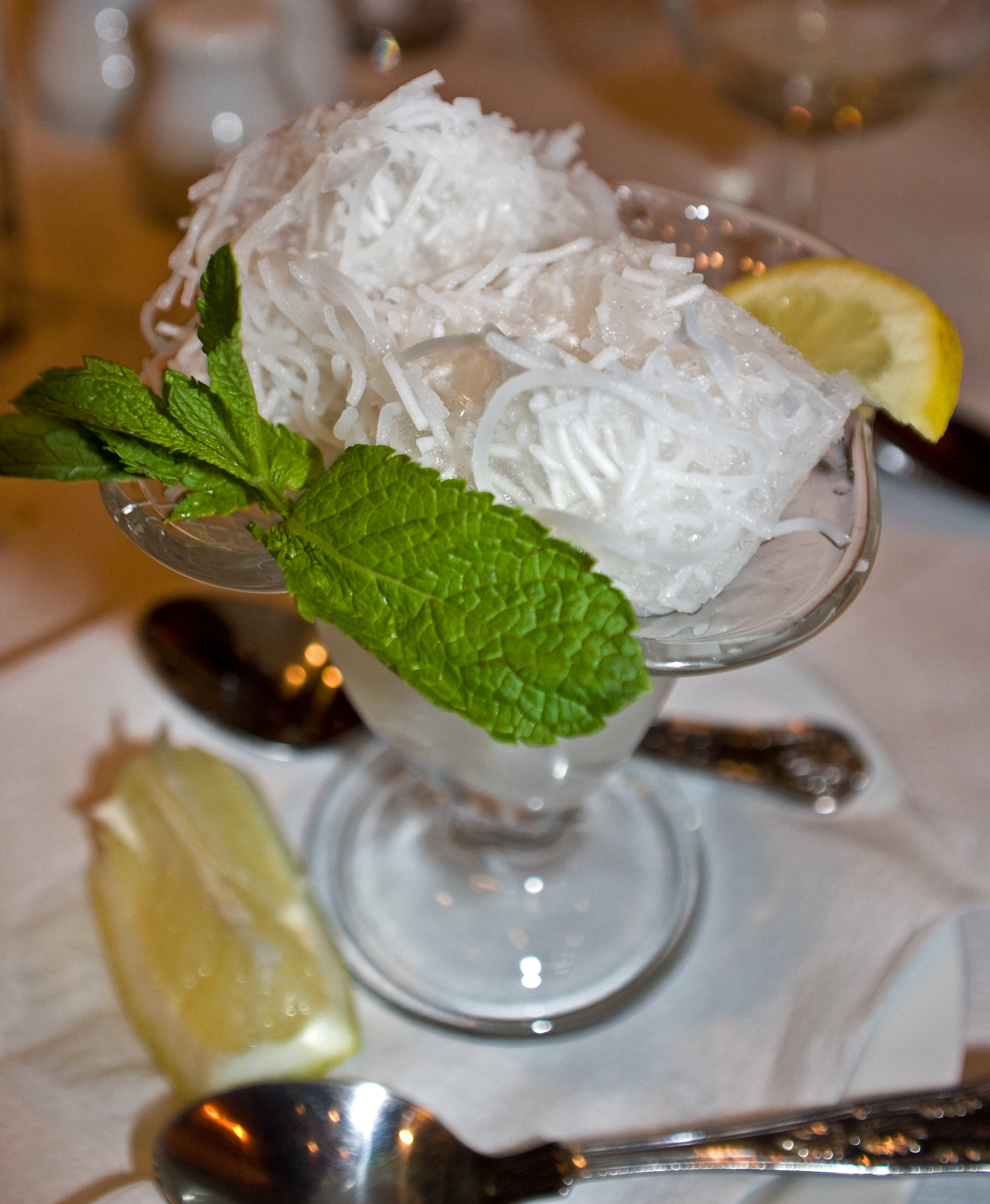
Faloodeh finamente decorado con hojas de menta y gajos de lima.

El fālūde es un sorbete Persa hecho con fideos finos de arroz, congelados en un almíbar de azúcar y agua al que se añade agua de rosas, jugo de limón, y a menudo se adorna con pistachos. Es un postre tradicional en Irán y Afganistán. También pasó al subcontinente Indio durante el período mogol. Es famoso el faloodeh de Shiraz.
El faloodeh es uno de los primeros postres helados conocidos, parece que ya existía hacia el 400 a. C. Antiguamente se hacía con el hielo fabricado en los yakhchal aprovechando las frías temperaturas de la noche que en invierno pueden descender algunos grados bajo cero. Este hielo se podía almacenar todo el año en el mismo edificio con la técnica de los pozos de nieve. 
También hay una bebida llamada faloodeh, pero se hace utilizando otros ingredientes.